# Sanremo Compilation 2022
Sanremo Compilation 2022 è la compilation ufficiale del Festival di Sanremo 2022, pubblicata il 4 febbraio 2022 in concomitanza con la 72ª edizione della manifestazione.
La raccolta è composta da due compact disc: il primo contiene 13 brani, il secondo comprende gli altri 12 partecipanti alla rassegna. Ne è stata pubblicata anche una versione in vinile 33 giri.

## Tracce
CD 1
1. Irama – Ovunque sarai
2. Achille Lauro – Domenica
3. Emma – Ogni volta è così
4. Sangiovanni – Farfalle
5. Highsnob e Hu – Abbi cura di te
6. Rkomi – Insuperabile
7. Giusy Ferreri – Miele
8. Michele Bravi – Inverno dei fiori
9. La Rappresentante di Lista – Ciao ciao
10. Le Vibrazioni – Tantissimo
11. Massimo Ranieri – Lettera di là dal mare
12. Ana Mena – Duecentomila ore
13. Dargen D'Amico – Dove si balla

CD 2
1. Mahmood e Blanco – Brividi
2. Elisa – O forse sei tu
3. Fabrizio Moro – Sei tu
4. AKA 7even – Perfetta così
5. Noemi – Ti amo non lo so dire
6. Gianni Morandi – Apri tutte le porte
7. Ditonellapiaga e Rettore – Chimica
8. Giovanni Truppi – Tuo padre, mia madre, Lucia
9. Iva Zanicchi – Voglio amarti
10. Yuman – Ora e qui
11. Tananai – Sesso occasionale
12. Matteo Romano – Virale